# Équipe du Bangladesh de hockey sur gazon
Maillots
L'Équipe du Bangladesh de hockey sur gazon représente le Bangladesh dans le hockey sur gazon international masculin et est contrôlée par le Bangladesh Hockey Federation.

## Histoire

### Histoire antérieure
Le hockey a été introduit au Bengale pendant la période britannique. Le jeu a été introduit à Dhaka vers 1905 sous le patronage de Nawab Sir Khwaja Salimullah (1866-1915). Mais le jeu est resté confiné au cercle familial des Nawabs. A cette époque, le football était plus populaire parmi les masses de cette région. Malgré cela, le jeu a fait de grands progrès grâce aux efforts inlassables de certains mécènes et organisateurs sportifs. Pendant la Seconde Guerre mondiale, une équipe du magicien du hockey Dhyan Chand, membre du régiment Gurkha, a joué un match d'exhibition à Armanitola à Dhaka.
Avec la partition du Bengale en 1947, la croissance du hockey a été entravée. Beaucoup de gens qui jouaient et aimaient le hockey ont émigré en Inde. En conséquence, le hockey est devenu un jeu saisonnier. Le hockey n'a été joué que pendant deux ou trois mois dans l'année, également en raison de l'insuffisance des terrains de jeux et des conditions météorologiques défavorables les autres mois de l'année.
Au cours de la période pakistanaise, l'équipe de hockey du Pakistan oriental a participé à un certain nombre de tournois, notamment le championnat national de hockey du Pakistan. En 1969, Dhaka a accueilli avec succès la ronde finale du championnat national de hockey du Pakistan.

### 20esiècle
La « Fédération de hockey du Bangladesh (BHF) » a été fondée en 1972. La fédération est devenue membre à part entière de la Fédération internationale de hockey et de la Fédération asiatique de hockey en 1975. En 1987, un stade de hockey a été construit à Dhaka, qui est maintenant connu sous le nom de Maulana Bhasani Hockey Stadium. Depuis lors, c'est la maison du hockey et le bureau de la BHF au Bangladesh où tous les niveaux de hockey sont joués et contrôlés. La Fédération organise régulièrement des ligues de hockey, des tournois et des championnats nationaux juniors et seniors. À domicile, matchs de hockey, y compris Ligue de hockey de première division, Ligue de hockey de première division, Ligue de hockey de deuxième division, Ligue nationale de hockey, Ligue nationale de hockey pour jeunes, Tournoi de hockey du jour de l'indépendance, Championnat national de hockey, Championnat national de hockey pour jeunes, Tournoi de hockey du jour de la victoire , des tournois scolaires et a organisé divers tournois internationaux avec distinction.
Le Bangladesh a commencé à participer à des tournois internationaux de hockey en participant à la 1ère Coupe du monde junior pour la zone Asie/Océanie tour de qualification à Kuala Lumpur en 1977. Il a participé à la 1ère Coupe d'Asie à Karachi en 1982 et jusqu'à ce jour. Le pays a également joué dans les jeux asiatiques tenus à Bangkok en 1978. Depuis lors, l'équipe de hockey du Bangladesh participe aux jeux asiatiques. En 1985, Dhaka a accueilli la deuxième Asia Hockey Cup, le capt Chaklader était le capitaine de l'équipe. Le Bangladesh s'est très bien comporté. Le monde du hockey a observé les plus grands rassemblements de tous les tournois. L'Inde, le Pakistan, la Corée, la Malaisie, la Chine, le Japon, le Sri Lanka, Singapour, l'Iran et le Bangladesh ont participé à ce tournoi. Le Bangladesh a également accueilli un tournoi international de hockey sur invitation en 1997. L'Inde, le Pakistan et le Sri Lanka étaient les participants.

## Histoire dans les tournois

### Jeux asiatiques
- 1978 - 6e
- 1982 - 9e
- 1986 - 7e
- 1994 - 7e
- 1998 - 9e
- 2002 - 7e
- 2006 - 7e
- 2010 - 8e
- 2014 - 8e
- 2018 - 6e

### Coupe d'Asie
- 1982 - 5e
- 1985 - 6e
- 1989 - 7e
- 1993 - 6e
- 1999 - 6e
- 2003 - 8e
- 2007 - 7e
- 2009 - 7e
- 2013 - 7e
- 2017 - 6e

### Champions Trophy d'Asie
- 2021 - 5e place

### Ligue mondiale
- 2012-2013 - 19e
- 2014-2015 - 28e
- 2016-2017 - 27e

### Coupe AHF
- 2008 -
- 2012 -
- 2016 -

### Jeux sud-asiatiques
- 1995 -
- 2006 - 4e
- 2010 -
- 2016 -

## Composition actuelle
Ce qui suit est l'alignement du Bangladesh dans le Champions Trophy d'Asie masculin 2021.
Entraîneur :  Krishnamurthy Gobinathan
| Numéro | Joueur             | Date de naissance | Âge | Sélections |
| ------ | ------------------ | ----------------- | --- | ---------- |
| 1      | Abu Nippon (GB)    | 15 novembre 1994  | 27  | 26         |
| 2      | Ashraful Islam (C) | 5 janvier 1999    | 22  | 51         |
| 3      | Farhad Shetul      | 9 décembre 1995   | 26  | 58         |
| 4      | Khorshadur Rahman  | 13 décembre 1995  | 26  | 63         |
| 5      | Sawon Sarowar      | 29 décembre 2001  | 19  | 0          |
| 6      | Roman Sarkar       | 1er janvier 1998  | 23  | 58         |
| 7      | Rashel Mahmud      | 5 mai 1987        | 34  | 115        |
| 8      | Fazla Rabby        | 6 avril 1999      | 22  | 14         |
| 10     | Puskar Khisa       | 30 juin 1993      | 28  | 62         |
| 11     | Md. Rakibul        | 2 septembre 2004  | 17  | 0          |
| 13     | Rezaul Babu        | 24 novembre 1997  | 24  | 50         |
| 14     | Sarower Hossain    | 30 décembre 1995  | 25  | 57         |
| 15     | Naim Uddin         | 6 octobre 1999    | 22  | 22         |
| 16     | Md. Deen Emon      | 22 septembre 1997 | 24  | 5          |
| 17     | Prince Samundo     | 10 avril 2002     | 19  | 0          |
| 19     | Arshad Hossain     | 1er juillet 2001  | 20  | 25         |
| 20     | Saiful Alam        | 27 mai 2001       | 20  | 0          |
| 21     | Shohanur Sobuj     | 2 octobre 2000    | 21  | 9          |
| 22     | Biplob Kujur (GB)  | 22 janvier 2001   | 20  | 0          |
| 27     | Md. Mehedi Hasan   | 12 octobre 2001   | 20  | 0          |